# Elaphoglossum tosaense
Elaphoglossum tosaense är en träjonväxtart som först beskrevs av Ryôkichi Yatabe, och fick sitt nu gällande namn av Mak. Elaphoglossum tosaense ingår i släktet Elaphoglossum och familjen Dryopteridaceae. Inga underarter finns listade.